# Reserva Florestal de Recreio das Fontinhas

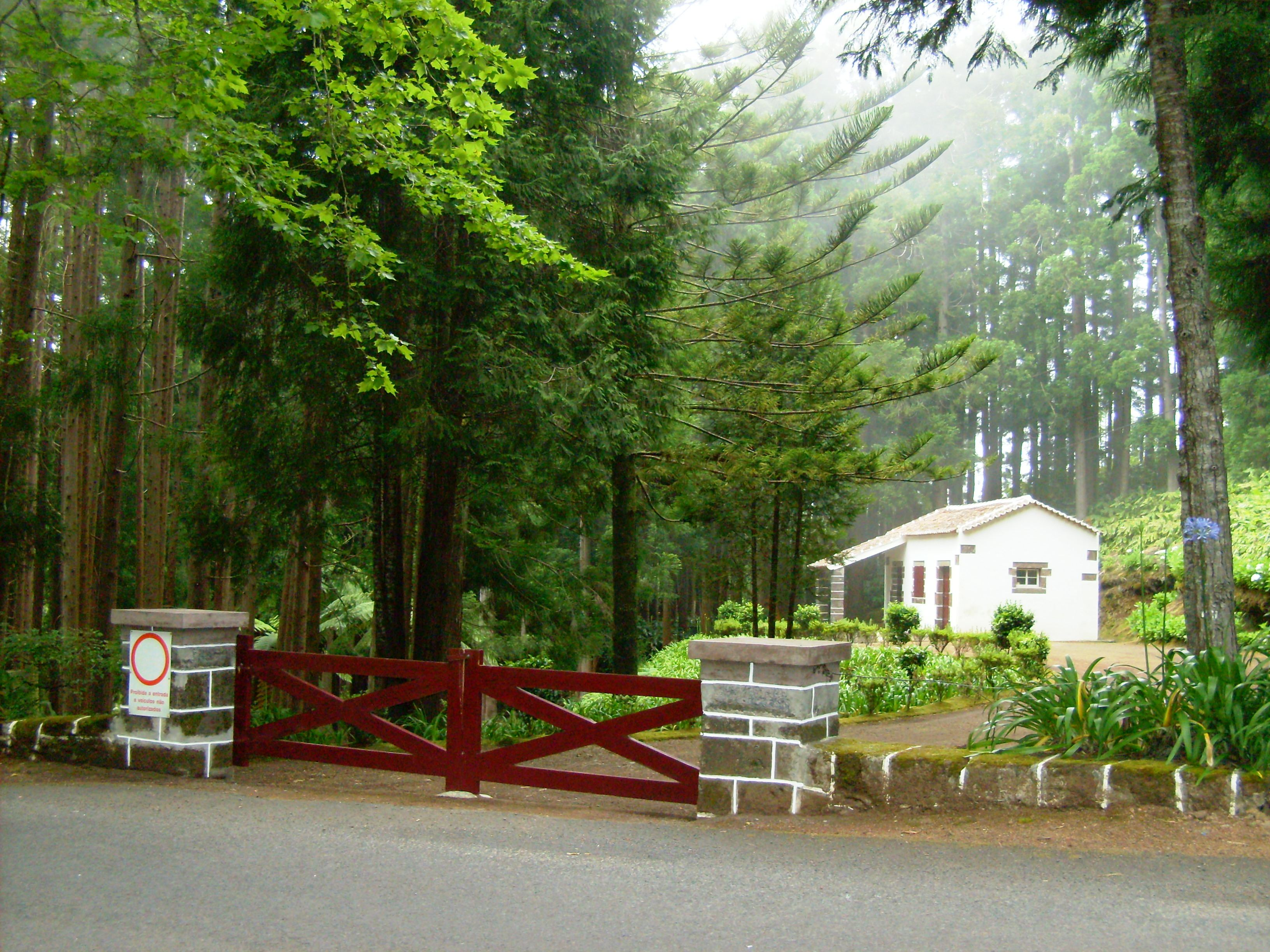
Reserva Florestal de Recreio das Fontinhas.

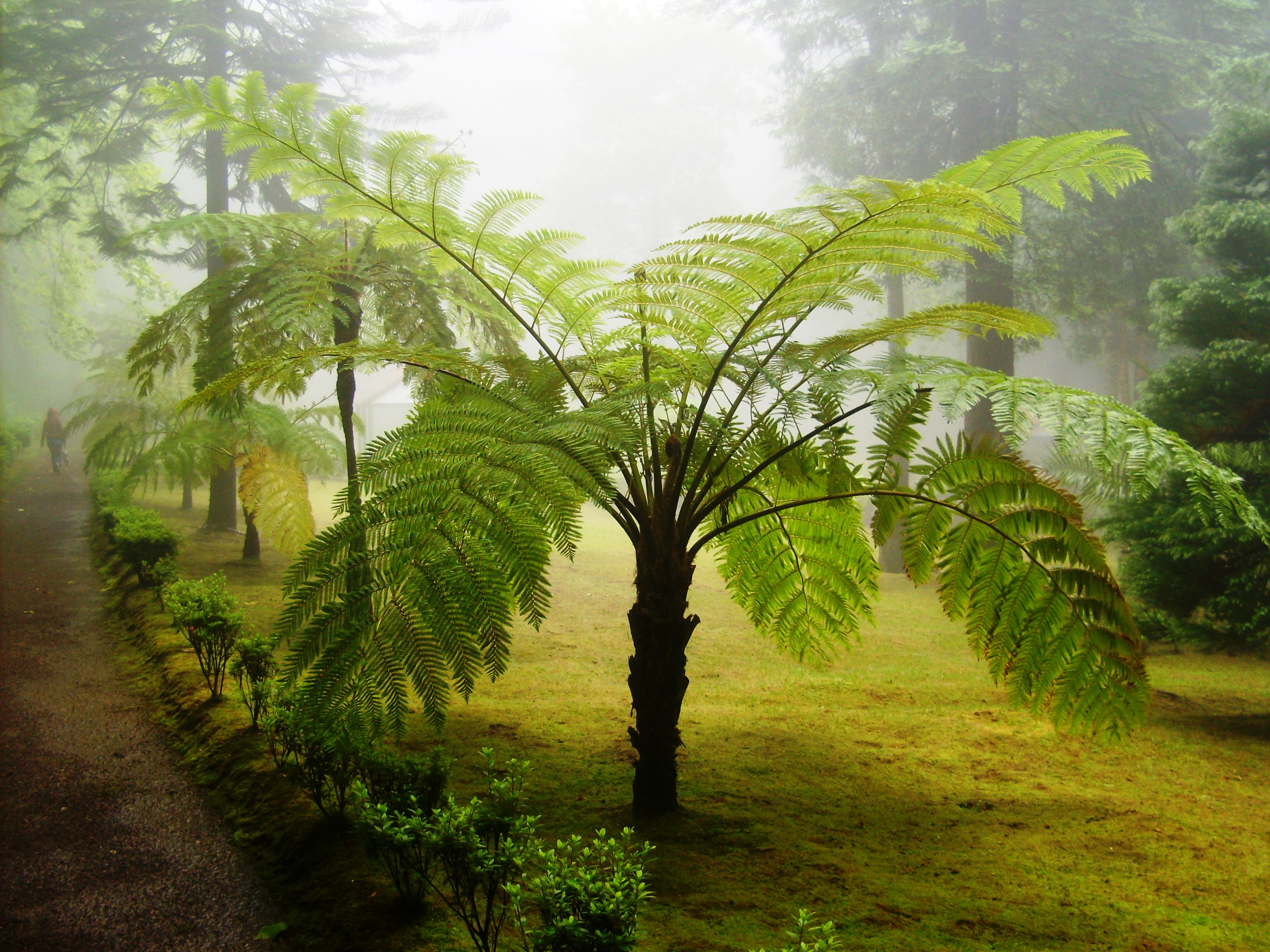
RFR das Fontinhas: feto arbóreo.

A Reserva Florestal de Recreio das Fontinhas localiza-se na freguesia do Santo Espírito, concelho de Vila do Porto, na ilha de Santa Maria, nos Açores.

## História
Criada pelo Decreto Legislativo Regional n° 16/89/A, de 30 de Agosto de 1989, encontra-se implantada na Zona Centro da ilha, a uma altitude de cerca de 250 metros acima do nível do mar.

## Características
Com uma área de 3 hectares, a cerca de 250 metros acima do nível do mar, é ocupada, essencialmente, por espécimes de criptomérias, registando-se ainda exemplares de outras espécies exóticas, como sequóias, e endémicas, como pau-branco e urze. O destaque, entretanto, são os exemplares de fetos arbóreos ("Cyatheaceae"), com alguns exemplares de grandes dimensões.
A reserva oferece ainda circuitos pedonais que dão acesso aos diversos equipamentos implantados como grelhadores, parque infantil, casas de banho, cercas dos animais e miradouros.

## Galeria

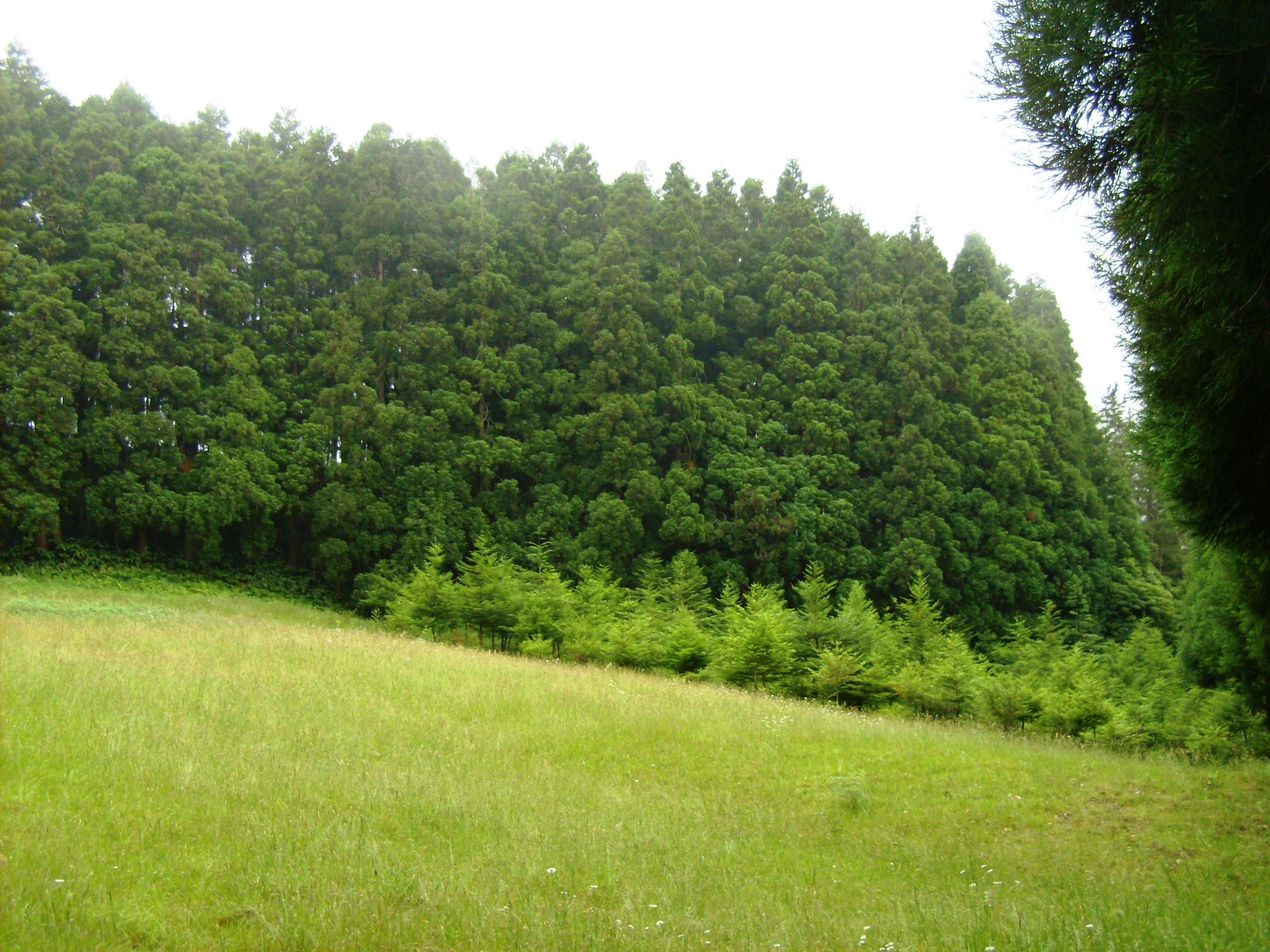
Mudas de árvores
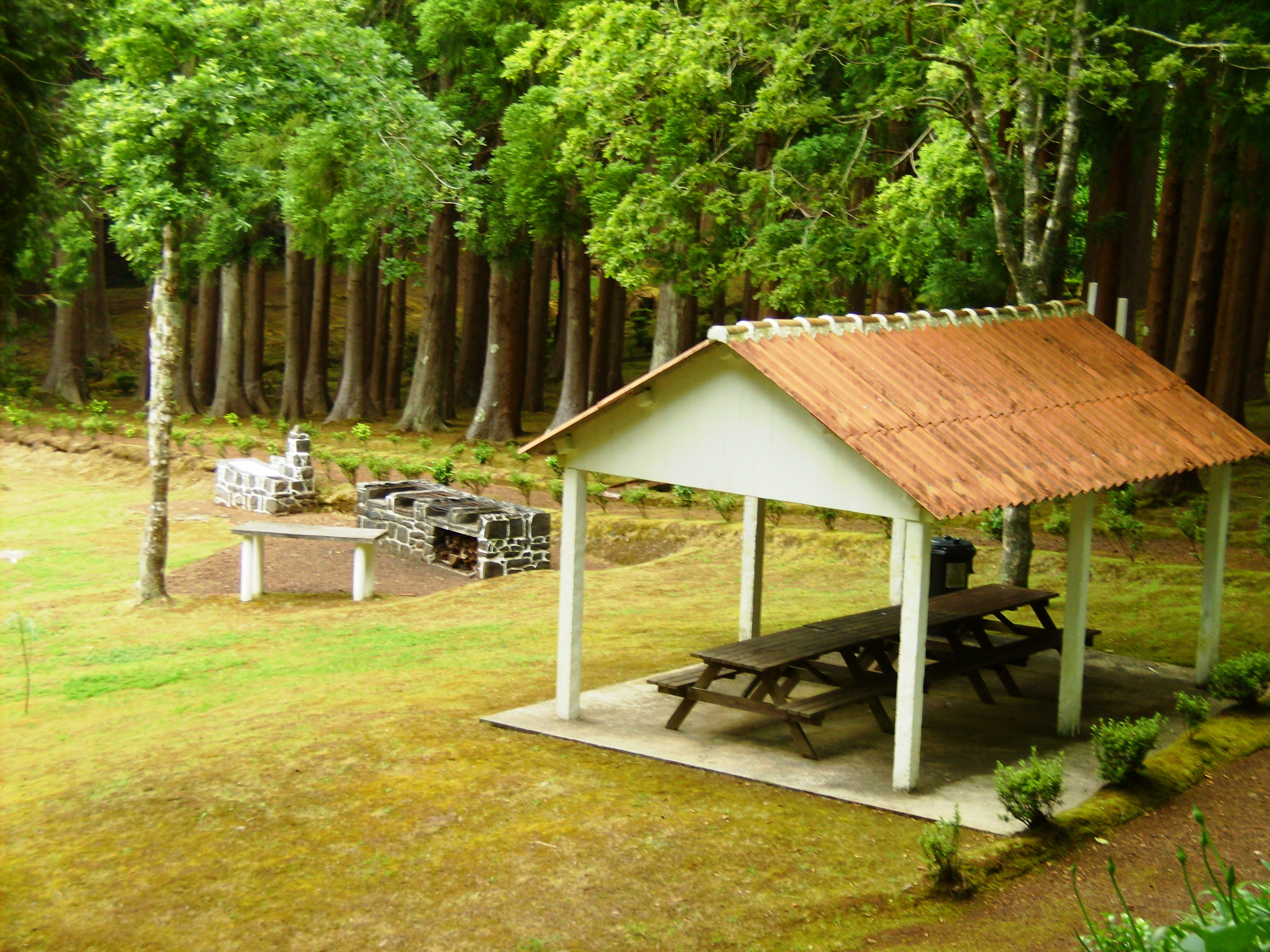
Equipamentos
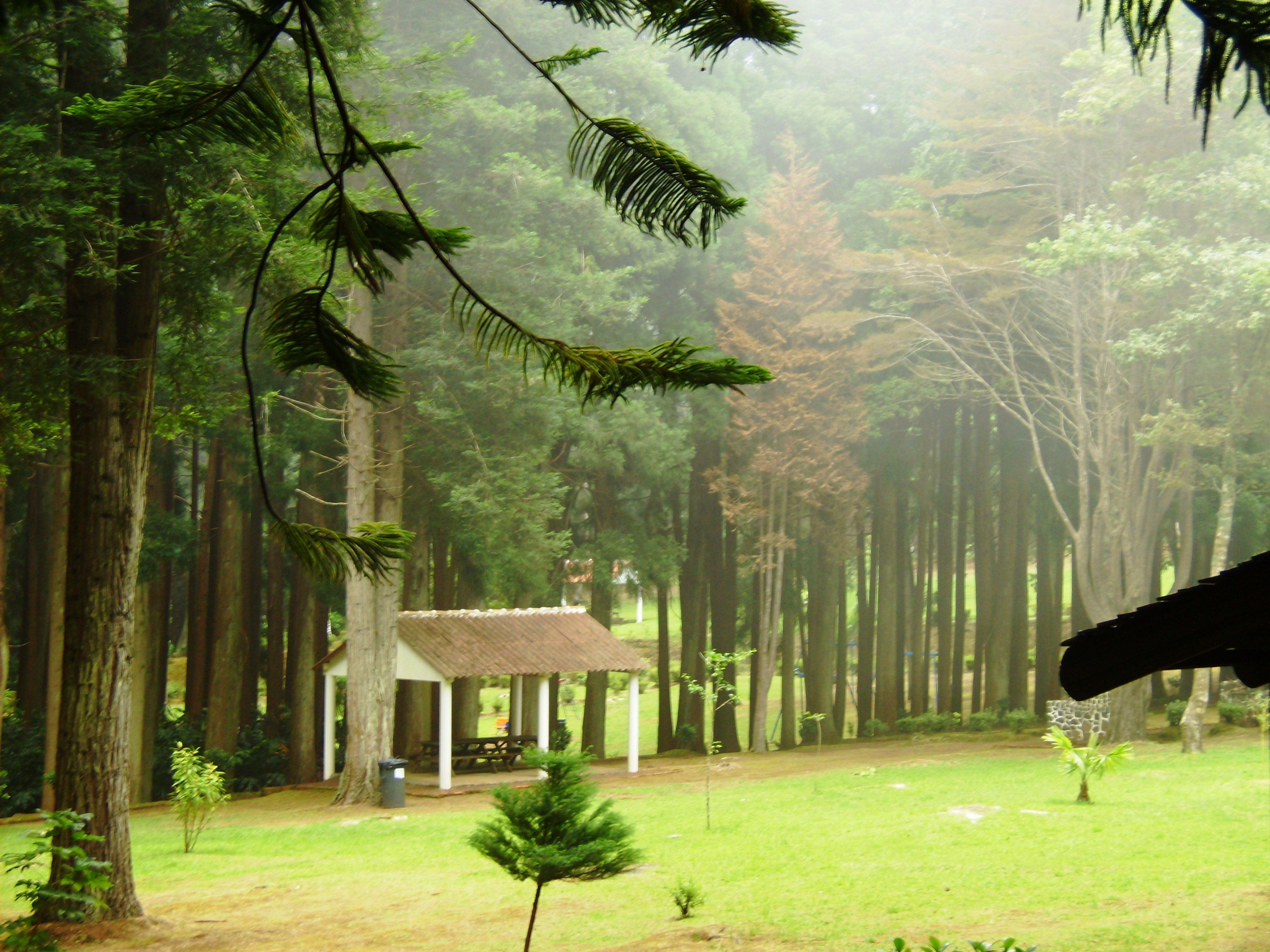
Área de lazer
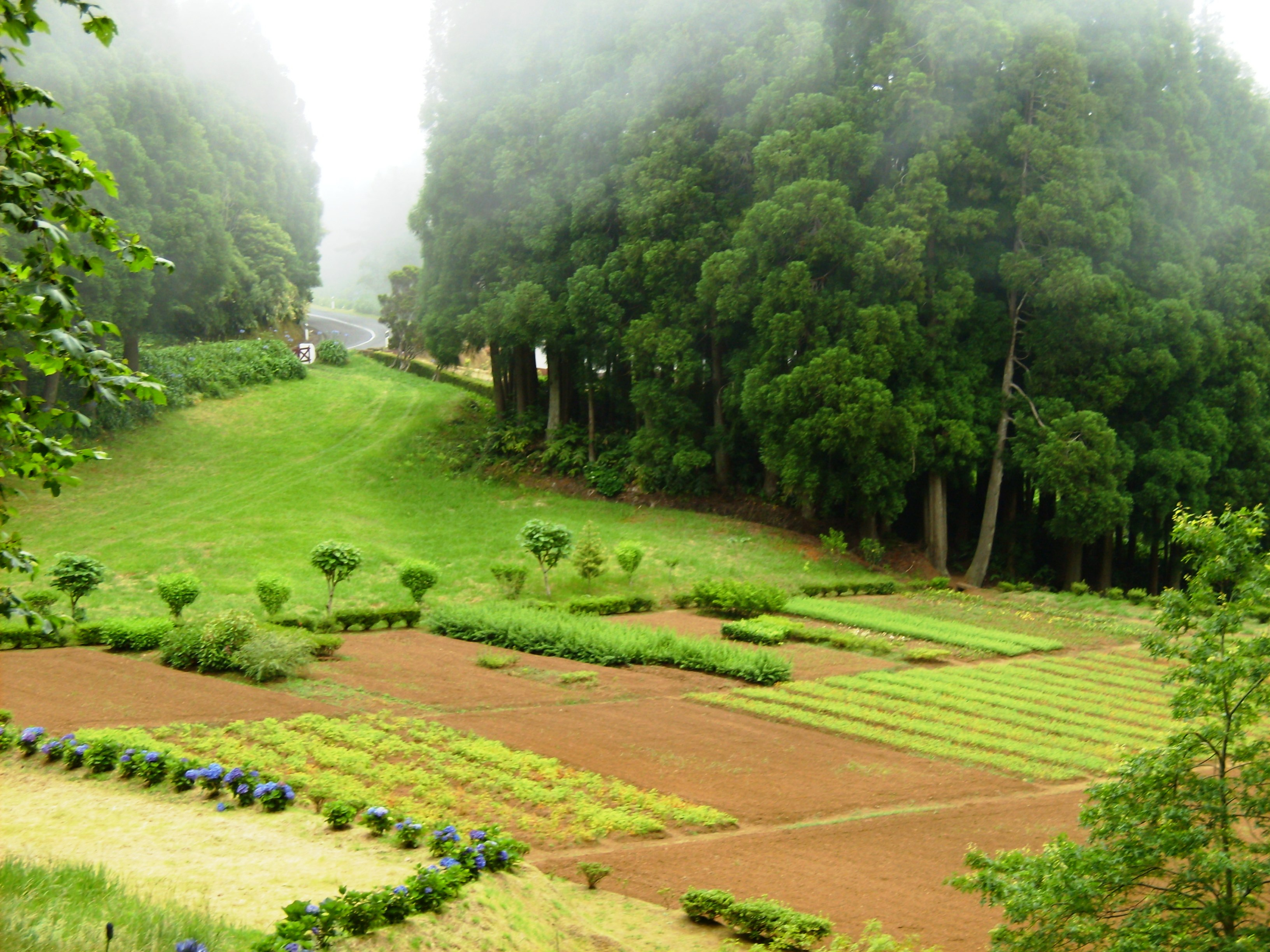
Viveiros de mudas